# John Gordon
John Gordon (Inverness, 1930. február 2. – Dundee, 2000. november 21.) skót nemzetközi labdarúgó-játékvezető.

## Pályafutása

### Nemzeti játékvezetés
A küldési gyakorlat szerint rendszeres partbírói tevékenységet is végzett. Az I. Liga játékvezetőjeként 1980-ban vonult vissza.

#### Nemzeti kupamérkőzések
Vezetett kupadöntők száma: 1.

##### Skót labdarúgókupa
A skót JB elismerve szakmai felkészültségét megbízta a döntő találkozó koordinálásával.
| Időpont       | Helyszín                      | Mérkőzés típusa | Mérkőzés             | Eredmény | Nézők száma |
| ------------- | ----------------------------- | --------------- | -------------------- | -------- | ----------- |
| 1973. május 5 | Hampden Park Stadion, Glasgow | döntő           | Rangers FC–Celtic FC | 3 : 2    | 122 714     |

### Nemzetközi játékvezetés
A Skót labdarúgó-szövetség Játékvezető Bizottsága (JB) terjesztette fel nemzetközi játékvezetőnek, a Nemzetközi Labdarúgó-szövetség (FIFA) 1966-tól tartotta tartja nyilván bírói keretében. A FIFA JB központi nyelvei közül a angolt beszélte. Több nemzetek közötti válogatott és klubmérkőzést vezetett, vagy működő társának partbíróként segített. A skót nemzetközi játékvezetők rangsorában, a világbajnokság-Európa-bajnokság sorrendjében a 7. helyet foglalja el 7 találkozó szolgálatával. Az aktív nemzetközi játékvezetéstől 1980-ban búcsúzott. Válogatott mérkőzéseinek száma: 11.

#### Labdarúgó-világbajnokság
A világbajnoki döntőhöz vezető úton Argentínába a XI., az 1978-as labdarúgó-világbajnokságra a FIFA JB bíróként alkalmazta. A FIFA elvárásának megfelelően, ha nem vezetett, akkor valamelyik működő társának segített partbíróként. Az Olaszország–Magyarország (3:1) csoporttalálkozón az Ramón Barreto játékvezető második számú segítője lehetett. Világbajnokságon vezetett mérkőzéseinek száma:  2 + 1 (partbíró).

##### 1978-as labdarúgó-világbajnokság

###### Selejtező mérkőzés
| Időpont           | Helyszín                 | Mérkőzés típusa                   | Mérkőzés              | Eredmény | Nézők száma |
| ----------------- | ------------------------ | --------------------------------- | --------------------- | -------- | ----------- |
| 1977. április 16. | Steaua Stadion, Bukarest | előselejtező (8. csoport)         | Románia–Spanyolország | 1 : 0    | 20 000      |
| 1977. július 31.  | Központi Stadion, Lusaka | Afrika (CAF) zóna (3. csoportkör) | Zambia–Egyiptom       | 0 : 3    |             |
| 1977. október 30. | Atatürk Stadion, İzmir   | előselejtező (3. csoport)         | Törökország–Ausztria  | 0 : 1    | 72 000      |

###### Világbajnoki mérkőzés
| Időpont          | Helyszín                | Mérkőzés típusa              | Mérkőzés           | Eredmény | Nézők száma |
| ---------------- | ----------------------- | ---------------------------- | ------------------ | -------- | ----------- |
| 1978. június 2.  | Városi Stadion, Rosario | csoportmérkőzés (B. csoport) | Tunézia–Mexikó     | 3 : 1    | 25 000      |
| 1978, június 14. | Városi Stadion, Cordoba | csoportmérkőzés (A. csoport) | Hollandia–Ausztria | 5 : 1    | 15 000      |

#### Labdarúgó-Európa-bajnokság
Az európai-labdarúgó torna döntőjéhez vezető úton Olaszországba a III., az 1968-as labdarúgó-Európa-bajnokságra és Olaszországba a VI., az 1980-as labdarúgó-Európa-bajnokságra az UEFA JB játékvezetőként foglalkoztatta.

##### 1968-as labdarúgó-Európa-bajnokság

###### Selejtező mérkőzés
| Időpont           | Helyszín                     | Mérkőzés típusa           | Mérkőzés     | Eredmény | Nézők száma |
| ----------------- | ---------------------------- | ------------------------- | ------------ | -------- | ----------- |
| 1967. október 21. | Ninian Park Stadion, Cardiff | előselejtező (8. csoport) | Wales–Anglia | 0 : 3    | 45 000      |

##### 1980-as labdarúgó-Európa-bajnokság

###### Selejtező mérkőzés
| Időpont          | Helyszín               | Mérkőzés típusa           | Mérkőzés                 | Eredmény | Nézők száma |
| ---------------- | ---------------------- | ------------------------- | ------------------------ | -------- | ----------- |
| 1978. október 4. | Rasunda Stadion, Solna | előselejtező (5. csoport) | Svédország–Csehszlovákia | 1 : 3    | 11985       |

#### Brit Bajnokság
1882-ben az Egyesült Királyság brit tagállamainak négy szövetség úgy döntött, hogy létrehoznak egy évente megrendezésre kerülő bajnokságot egymás között. Az utolsó bajnoki idényt 1983-ban tartották meg.
| Időpont         | Helyszín                | Mérkőzés típusa | Mérkőzés              | Eredmény |
| --------------- | ----------------------- | --------------- | --------------------- | -------- |
| 1977. május 31. | Wembley Stadion, London | selejtező       | Anglia–Wales          | 0 : 1    |
| 1978. május 16. | Wembley Stadion, London | selejtező       | Anglia–Észak-Írország | 1 : 0    |

#### Nemzetközi kupamérkőzések

##### UEFA-kupa
1978-ban a skót JB felfüggesztette játékvezetői tevékenységét, mert a Milán–PFK Levszki Szofija (1:1) első selejtező mérkőzésén partbíróival együtt 
1 000 font értékű ajándékot vettek át, az eredmény pozitív elbírálása érdekében. A FIFA fegyelmi bizottsága pénzbüntetés megfizetésére ítélte a vétküket elismerő játékvezetőket.